# Otto von Radowitz
Otto von Radowitz (ur. 1 kwietnia 1880 w Berlinie, zm. 10 marca 1941 tamże) – niemiecki prawnik, urzędnik konsularny i dyplomata.

## Życiorys
Otto von Radowitz był synem dyplomaty Josepha Marii von Radowitz (1839-1912), ambasadora w Madrycie i Nadine Ozerow, wnukiem Josefa von Radowitza (1797-1853), dyplomaty i ministra spraw zagranicznych Prus. Jednym z jego starszych braci był dyplomata William von Radowitz. Uczęszczał do gimnazjum we Freienwalde; studiował prawo we Fryburgu, Getyndze, Marburgu i Münster. W 1904 zaczął staż w służbie wymiaru sprawiedliwości (Justizdienst) który ukończył w 1910 zatrudnieniem w służbie zagranicznej (Auswärtigen Dienst). W latach 1912–1914 był wicekonsulem w Buenos Aires. Brał udział w działaniach wojennych I wojny światowej, które skończył w randze rotmistrza. Kolejne funkcje – w poselstwie w Rydze (1920-1922); w poselstwie w Moskwie (1922-1925), jako konsul generalny w Innsbrucku (1925-1926), wicekonsul, a następnie konsul w Łodzi (1926-1931). W latach 1931–1933 pozostawał bez zatrudnienia. W dniu 1 czerwca 1931 wstąpił do NSDAP; Radowitz był również członkiem SA w randze Obersturmbannführera.
Po przejęciu władzy przez nazistów w 1933 został mianowany konsulem generalnym w Wolnym Mieście Gdańsku, zaś w 1936 posłem w Luksemburgu. Po zaatakowaniu w dniu 10 maja 1940 neutralnego Luksemburga przez wojska niemieckie, 26 maja został odwołany do Berlina. Od października 1940 był zatrudniony w centrali Auswärtiges Amt w Berlinie. Zmarł w roku następnym.